# دييغو جويدي
دييغو جويدي (بالإسبانية: Diego Guidi)‏ هو لاعب كرة قدم أرجنتيني في مركز قلب الدفاع، ولد في 17 فبراير 1981 في Villa Ramallo ‏ في الأرجنتين. لعب مع إيفرتون دي فينا ديل مار وجيمناسيا لابلاتا وديبورتس لاسيرينا ونادي أوهيجينس ونادي كوبريسال.

## وصلات خارجية
- دييغو جويدي على موقع Soccerway.com (الإنجليزية)